# 3641-es busz
A 3641-es jelzésű autóbuszvonal helyközi autóbuszjárat Hatvan és Nagykökényes között, melyet a Volánbusz Zrt. lát el.

## Közlekedése
A járat Hatvant és Nagykökényest köti össze. Menetideje fél óra. A járat megáll kisebb községek, települések megállóhelyein, központjában is.

## Megállóhelyei
| 0  | Hatvan, autóbusz-pályaudvar végállomás | 11 | 348, 406, 407, 409, 410, 411, 412, 413, 414, 415 1306, 1427 3448, 3600, 3602, 3603, 3605, 3607, 3608, 3610, 3612, 3617, 3622, 3624, 3625, 3626, 3640, 3652, 3675, 3678, 3698, 4681, 4686 |
| 1  | Hatvan, Zöldfa vendéglő                | 10 | 348, 406, 407, 409, 410, 411, 412, 413, 414, 415 3640, 4686 |
| 2  | Hatvan, Rákóczi út                     | 9  | 348, 406, 407, 409, 410, 411, 412, 413, 414, 415 3640, 4686 |
| 3  | Kerekharaszt, Hajnal utca              | 8  | 3640, 4686 |
| 4  | Kerekharaszt, Orgona utca              | 7  | 3640, 4686 |
| 5  | Kerekharaszt, Központ                  | 6  | 1306, 3640, 4686 |
| 6  | Heréd, Hatvani út                      | 5  | 1306, 3448, 3624, 3625, 3626 |
| 7  | Heréd, Központ vonalközi végállomás    | 4  | 1306, 3448, 3624, 3625, 3626 |
| 8  | Heréd, Kökényesi út                    | 3  | 1306, 3448, 3624, 3625, 3626 |
| 9  | Nagykökényes, Tamota puszta            | 2  | 1306, 3448, 3624, 3625, 3626 |
| 10 | Nagykökényes, Rákóczi út               | 1  | 1306, 3448, 3624, 3625, 3626 |
| 11 | Nagykökényes, Szabadság út végállomás  | 0  | 1306, 3448, 3624, 3625, 3626 |